# Свитак, Иван
Иван Свитак (чеш. Ivan Sviták, 10 октября 1925, Границе (район Пршеров) — 20 октября 1994, Прага) — чешский философ-неомарксист и политик-социалист. Левый диссидент, радикальный идеолог демократического социализма. Активный деятель Пражской весны, призывал к силовому сопротивлению интервенции Варшавского договора в августе 1968. С 1968 по 1990 политический эмигрант, непримиримый противник СССР. Вернулся на родину после Бархатной революции, был депутатом парламента ЧСФР. Наряду с Карелом Косиком, являлся видным представителем чехословацкого гуманистического марксизма. Известен также как литературный критик.

## Ранние годы
Семейство Свитак пользуется в Чехии давней известностью и уважением. Ярослав Свитак — отец Ивана Свитака — был инженером. Леопольд Свитак — дед Ивана Свитака — сконструировал в 1897 автомобиль Nesselsdorf Präsident. Дядя Ивана по материнской линии Отакар Свитак — офицер чехословацкой армии, участник антигитлеровского Сопротивления, казнённый нацистами.
С 1938 Иван Свитак жил в Праге.

По его собственным словам, он интересовался джазом, девочками, сюрреализмом и писал плохие стихи в надежде стать поэтом.

В 1943—1944 Иван Свитак был привлечён нацистскими оккупантами к принудительному труду на предприятии ЧКД. Участвовал в баррикадных боях Пражского восстания в мае 1945.
После освобождения Чехословакии поступил на юридический факультет Карлова университета. Окончил в 1949. Занимался философией, получил докторскую степень. Придерживался левых социалистических взглядов. Состоял в Социал-демократической партии, занимал леворадикальные позиции.

## Научные интересы. Конфликт с компартией
После переворота 25 февраля 1948 Свитак вступил в правящую Компартию Чехословакии. Преподавал историю философии в Академии политических и экономических наук (центр подготовки партийно-управленческих кадров). Получил степень доктора философии. В 1954—1964 — старший научный сотрудник Института философии Чехословацкой академии наук. Изучал историю философии, вопросы атеизма, проблемы отношениях между культурой и политической властью.
С 1956 — год XX съезда КПСС, Венгерского восстания, волнений в Польше — Свитак, будучи убеждённым марксистом, перешёл к критике идеологического догматизма КПЧ с неомарксистских позиций. В 1964 за ревизионизм уволен из академического института и исключён из компартии. Работал в Институте кинематографии. В 1968 опубликовал трактат о культуре, ставший одним из манифестов Пражской весны.

## Радикал Пражской весны
В период Пражской весны Иван Свитак принадлежал к наиболее радикальному крылу интеллигенции, был идеологом реформистского Клуба беспартийных. Его выступления заходили гораздо дальше официальных позиций Александра Дубчека, Ота Шика, Зденека Млынаржа. Свитак требовал легализации социал-демократии и леворадикальных социалистических организаций (на что так и не решились правящие реформаторы). Призывал коммунистов думать «не о сотне тысяч должностей, а о миллионах сторонников демократического социализма».
Иван Свитак был из немногих деятелей Пражской весны, которые заранее ожидали, что руководство СССР подавит Пражскую весну военно-силовыми методами. Он призывал готовиться к отпору, что вызывало недовольство дубчековских реформаторов. 2 августа 1968 Свитак написал статью Hrozba intervence — Угроза интервенции, которую отказались публиковать четыре официальных издания.
18 августа Иван Свитак уехал на научную конференцию в Вену. Там его застало вторжение в Чехословакию войск Организации Варшавского договора 21 августа 1968. В арестном списке чехословацкой госбезопасности, составленном полковником Шалговичем и согласованном с КГБ СССР, Свитак проходил под номером 38. Выступая по радио, Свитак призвал к вооружённому сопротивлению интервенции и гусаковскому режиму «нормализации».

## Период эмиграции. Философский неомарксизм и политический антисоветизм
Оставшись в эмиграции, Иван Свитак читал лекции в Австрии, затем в США. Его выступления носили жёстко оппозиционный характер, содержали призывы к активной борьбе с режимами КПЧ и КПСС. В 1970 правительство ЧССР лишило Свитака чехословацкого гражданства. В 1971 он был заочно приговорён к 8 годам тюремного заключения.
В 1968—1989 Иван Свитак активно поддерживал все антисоветские силы — от маоизма до рейганизма. Солидарность марксиста и социалиста Свитака с политикой Рональда Рейгана вызывала удивление его левых единомышленников. Однако Свитак считал, что главным врагом демократии и социализма в мире являются не США, а СССР и КПСС. Свой крайний антисоветизм Свитак обосновывал марксистским учением о классовой борьбе — пролетариата против номенклатуры.
По протекции Збигнева Бжезинского с 1968 Иван Свитак получал стипендию в Колумбийском университете. В 1970—1990 работал в Университете штата Калифорния (Чико).
Иван Свитак занимался философскими и социологическими исследованиями в духе гуманистического марксизма. Формулировал идеологию «подлинного социализма», при котором общественная собственность на средства производства является инструментом расширения человеческой свободы. При этом он принципиально отвергал «чистые социальные теории», признавая лишь те исследования, которые конкретно способствуют социальной трансформации общества.

## Возвращение в Чехию. Последовательность в идеях
В марте 1990, после Бархатной революции, Иван Свитак вернулся в Чехословакию. Снова стал работать в Институте философии Академии наук. Первоначально примыкал к Социал-демократической партии, но вскоре порвал с ней как с «оппортунистической». Продолжал выступать с марксистских радикально-социалистических позиций. Критиковал политику Вацлава Клауса, особенно приватизацию, предостерегал от некритичного принятия экономических рецептов неолиберализма и рекомендаций американских экспертов. Выступал за развитие производственного самоуправления.

Борьбу за рабочее дело возглавил, конечно, Свитак.

На выборах 1992 был избран в чехословацкий парламент от Левого блока (коалиции Коммунистической партии Чехии и Моравии, Партии демократических левых, «Левой альтернативы» и т. д.). Был депутатом до разделения федерации на Чехию и Словакию в конце 1992. Сотрудничал с левосоциалистическими и анархо-синдикалистскими организациями и активистами, в том числе Якубом Полаком и Зденеком Млынаржем. К удивлению ряда сторонников, Свитак высказывался за возрождение компартии — на леводемократических основах.
До конца жизни Иван Свитак оставался марксистом и демократическим социалистом. Критиковал с этих позиций не только коммунистические, но и буржуазно-демократические режимы, включая послереволюционные власти Чехии. Иван Свитак принадлежит к наиболее авторитетным из неомарксистских мыслителей.

Иван Свитак был чрезвычайно интересной личностью. Он всегда шёл в собственном направлении, публично излагал неприятные истины и тем самым отталкивал многих влиятельных людей. При всех обстоятельствах он придерживался своих принципов критического мышления. Свитак, в отличие от многих других, не предал своих принципов. Он указывал путь чешской левице.

Иван Свитак — автор ряда работ философского и социально-политического характера.